# Czérna Sándor
Czérna Sándor (1964. május 9. – Pécs, 2005. március 23.) labdarúgó, középpályás.

## Pályafutása
A Pécsi MSC csapatában mutatkozott be az élvonalban 1983. augusztus 21-én a Haladás VSE ellen, ahol csapata 2–0-s vereséget szenvedett. 1983 és 1991 között 129 bajnoki mérkőzésen lépett pályára és két gólt szerzett. Tagja volt az 1985–86-os idényben bajnoki ezüstérmet és az 1990-ben magyar kupa-győzelmet szerző csapatnak. Utolsó bajnoki mérkőzésén a Vasas ellen 3–0-s vereséget szenvedett csapata.
2005. március 22-ről 23-ára virradó éjszaka öngyilkosságot követett el.

## Sikerei, díjai
- Magyar bajnokság
  - 2.: 1985–86
  - 3.: 1990–91
- Magyar kupa (MNK)
  - győztes: 1990
  - döntős: 1987